# Scala di San Marino
La scala di San Marino è una scala suggerita per la valutazione dei rischi connessi alle trasmissioni dalla Terra rivolte alle possibili forme di vita intelligenti extraterrestri.
La scala venne proposta da Iván Almár (astronomo ungherese) in una conferenza tenuta a San Marino nel 2005.